# Europejskie Igrzyska Halowe w Lekkoatletyce 1967 – skok wzwyż kobiet
Skok wzwyż kobiet – jedna z konkurencji technicznych rozgrywanych podczas lekkoatletycznych europejskich igrzysk halowych w hali Sportovní hala w Pradze. Kwalifikacje zostały rozegrane 11 marca, a finał 12 marca 1967. Zwyciężyła reprezentantka Związku Radzieckiego Taisija Czenczik. Tytułu zdobytego na poprzednich igrzyskach nie broniła Iolanda Balaș z Rumunii.

## Rezultaty

### Kwalifikacje
W kwalifikacjach wzięło udział 11 zawodniczek.
Opracowano na podstawie materiału źródłowego.
| Miejsce | Zawodniczka       | Wynik | Uwagi |
| ------- | ----------------- | ----- | ----- |
| 1       | Jordanka Błagoewa | 1,68  | Q     |
| 1       | Taisija Czenczik  | 1,68  | Q     |
| 1       | Rita Gildemeister | 1,68  | Q     |
| 1       | Snežana Hrepevnik | 1,68  | Q     |
| 1       | Linda Knowles     | 1,68  | Q     |
| 1       | Jaroslava Kralová | 1,68  | Q     |
| 1       | Dagmar Melzer     | 1,68  | Q     |
| 1       | Alena Prosková    | 1,68  | Q     |
| 9       | Wałentyna Kozyr   | 1,65  |       |
| 10      | Marjan Thomas     | 1,65  |       |
| 10      | Erika Stoenescu   | 1,60  |       |

### Finał
Opracowano na podstawie materiału źródłowego.
| Poz. | Zawodniczka       | Reprezentacja   | 1,55 | 1,60 | 1,65 | 1,70 | 1,73 | 1,76 | 1,78 | Wynik |
| ---- | ----------------- | --------------- | ---- | ---- | ---- | ---- | ---- | ---- | ---- | ----- |
| 01 ! | Taisija Czenczik  | ZSRR            | –    | o    | o    | o    | xo   | o    | xxx  | 1,76  |
| 02 ! | Linda Knowles     | Wielka Brytania | o    | o    | o    | xxo  | xo   | xxx  |      | 1,73  |
| 03 ! | Jaroslava Kralová | Czechosłowacja  | –    | o    | xo   | o    | xxx  |      |      | 1,70  |
| 4.   | Rita Gildemeister | NRD             | o    | o    | xo   | o    | xxx  |      |      | 1,70  |
| 4.   | Dagmar Melzer     | NRD             | o    | xo   | o    | o    | xxx  |      |      | 1,70  |
| 6.   | Snežana Hrepevnik | Jugosławia      | o    | o    | o    | xxo  | xxx  |      |      | 1,70  |
| 7.   | Jordanka Błagoewa | Bułgaria        | –    | o    | o    | xxx  |      |      |      | 1,65  |
| 7.   | Alena Prosková    | Czechosłowacja  | –    | o    | o    | xxx  |      |      |      | 1,65  |